# Округ Мекоста (Мичиген)
Мекоста (енгл. Mecosta County) је округ у америчкој савезној држави Мичиген.

## Демографија
По попису из 2010. године број становника је 42.798, што је 2.245 (5,5%) становника више него 2000. године.
| Група             | 2000.          | 2010.          |
| Белци             | 37.259 (91,9%) | 39.633 (92,6%) |
| Афроамериканци    | 1.460 (3,6%)   | 1.077 (2,5%)   |
| Азијати           | 354 (0,9%)     | 279 (0,7%)     |
| Хиспаноамериканци | 520 (1,3%)     | 731 (1,7%)     |
| Укупно            | 40.553         | 42.798         |